# Arodinei Gaia

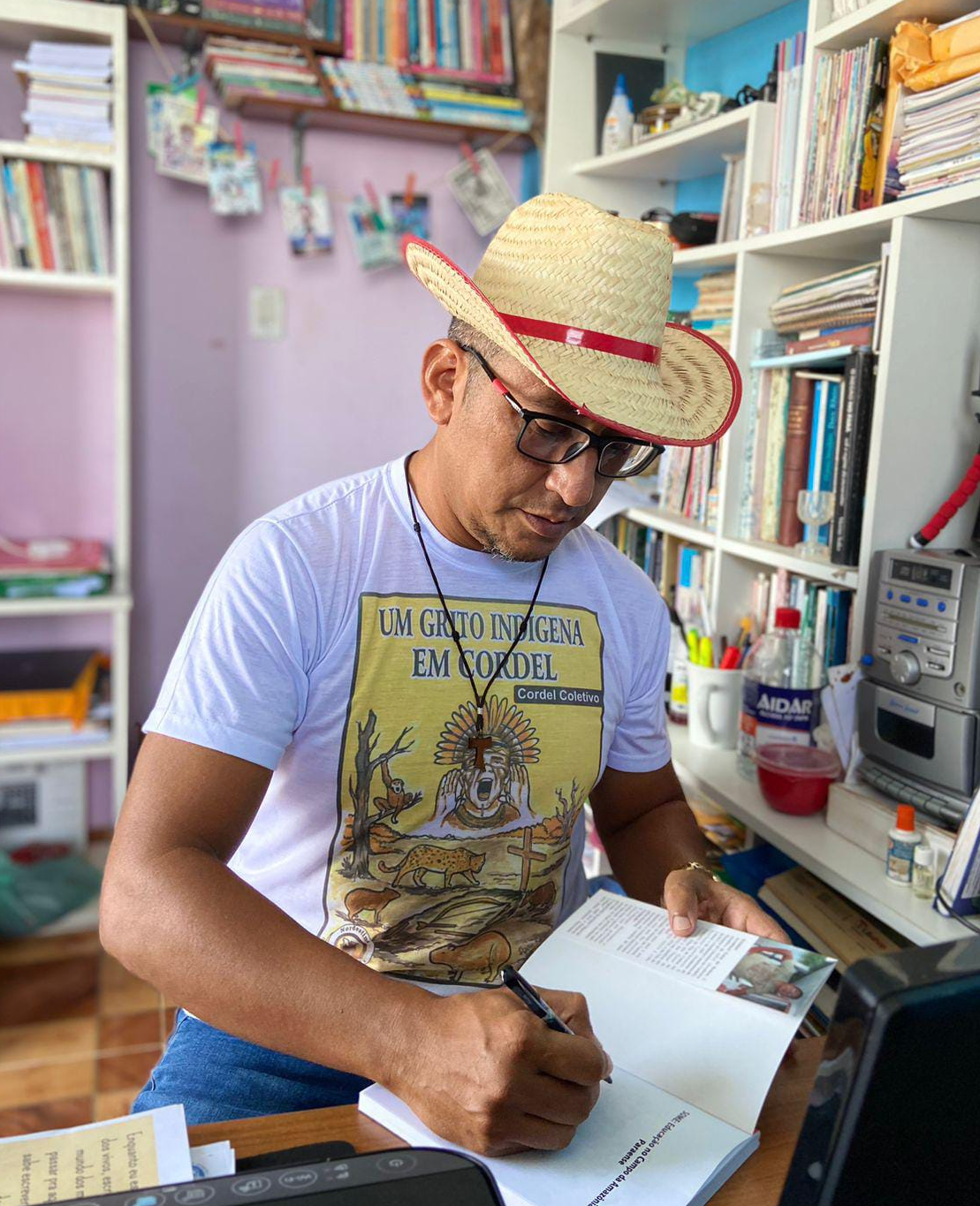

AroDinei Gaia (origem familiar de Cametá, 1976), também conhecido como Dinei Gaia, é um escritor, poeta, compositor paraense de etnia Tocantins. Também é historiador e cordelista membro da Academia Paraense de Literatura de Cordel (APLC).

## Biografia
Arodinei Gaia de Sousa de origem em Vila do Carmo, no município de Cametá, no interior do Pará, nasceu em 1976 em Belém num momento que sua familia viajou a trabalho e logo retornou para o município cametaense. Filho de ribeirinhos de Ajarapanema, a literatura está em sua vida desde infância, quando seu pai lhe presenteava com cordéis. Suas obras são marcadas pelo regionalismo, pela criticidade e pela historicidade. É membro da Academia Paraense Literária Interiorana -  APLI, da Academia Paraense de literatura de Cordel - APLC e da Academia Cametaense de Letras - ACL. É convidado para publicações e eventos que reúnem cordelistas e escritores nortistas.
AroDinei É Pedagogo, Historiador (licenciado e bacharel) pela Universidade Federal do Pará é ainda, licenciado em Filosofia com pós graduação em História Contemporânea e Educação à Distância: Gestão e tutoria e mestre em Ciências da Educação. Além de escritor, é professor na rede estadual do Pará e já trabalhou em universidades.
Em 2021 foi agraciado em São Luís, no Maranhão, com a comenda D. João VI da Federação Brasileira dos Acadêmicos de Ciências, Letras e Artes (FEBACLA) em reconhecimento as atividades desenvolvidas como Escritor e Historiador. Também o título honorífico de grande honra como Defensor do Patrimônio Histórico e Cultural Brasileiro. Recebeu em 2024, do poder legislativo cametaense a comenda Dr. Gentil Bitencourt pela relevante atividade literária paraense.
Sua poesia “Carta ao Céu” escrita no período da pandemia já foi como tema da Escola de Samba Mocidade Independente de São Benedito no Carnaval. Já recebeu diversas homenagens em escolas, entre elas como artista negro de destaque pela Escola Dalila Leão e pelo Sistema de Ensino êxito. Foi o escritor homenageado nos dez anos do café literário pela Biblioteca Clarice Lispector da Escola Paraense Simão Jatene. Na literatura é autor de diversas obras em variados estilos literários, atuando assim como: escritor, poeta, historiador, cordelista e compositor, também já foi músico e comunicador de rádio. No carnaval é compositor oficial das músicas do bloco Charles Chaplin. Tem músicas gravadas por vários intérpretes do cenário musical paraense. É colunista de jornal, sites e blogs como o jornal A Resenha e Folha de Cametá.
O autor se apresenta em eventos literários em Belém como no teatro Waldemar Henrique e no Sesc Boulevad e outras instituições. Costuma participar de eventos e saraus literários em escolas dizendo que é lá na escola que reúne o tripé da literatura: o Escritor, o livro e o leitor e onde se forma novos leitores. É co-autor com o poeta Francisco Mendes do projeto “Cordel na Feira”, projeto este que visa levar a leitura de cordel ao encontro do leitor no espaço que outrora foi dos livretos, as feiras.
Tem obras publicadas em várias coletâneas nacionais a exemplo o Dicionário Biobibliográfico de Cordelistas Brasileiros Contemporâneos da Editora Nordestina que catalogou os poetas mais atuantes no cordel do país na atualidade.
É atuante na Feira Panamazônica do Livro, onde costuma lançar suas obras na prosa e poesia e também participar do movimento literário do cordel brasileiro como o Encontro de Cordelistas da Amazônia.. Faz palestra sobre a importância da leitura e sobre a escrita que envolve a literatura de cordel.
Características: Suas obras são embevecidas de regionalismo, criticidade e historicidade, frutos de sua formação acadêmica e da vivência interiorana. Assim, é normal encontrar nos livros do escritor o linguajar amazônico, a vivência interiorana e cenários que reportam aos costumes de “antigamente” no interior, embora suas obras, seja na música ou na literatura, mostrem seu amor pela natureza e pela vida amazônica, elas são também são temperadas com uma forte crítica política e social do país.

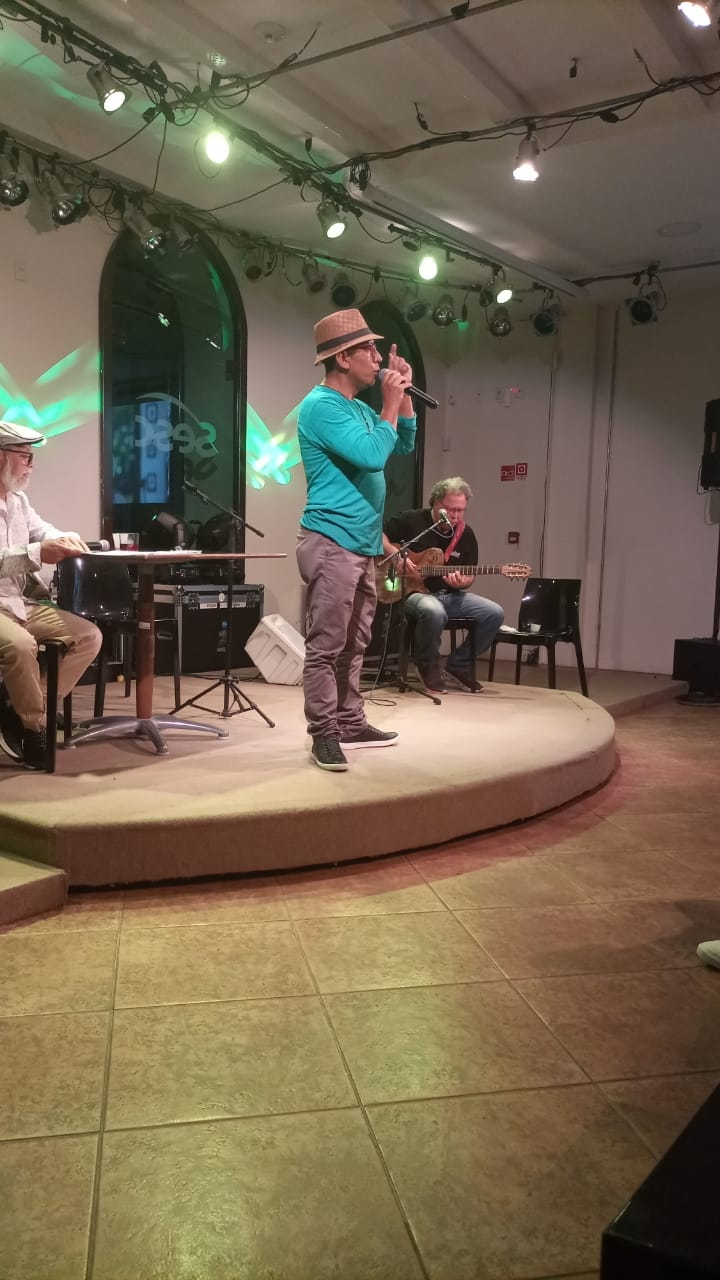

### Obras
- 2012 - Irmandade Leiga na Amazônia (publicação acadêmica na área de história),[3]
- 2013 - Ratazanas na terra de Pindorama (poesia),[3][19]
- 2014 - A Fera da estrada (Conto),[3][19]
- 2015 - O Mentiroso (cordel),[3][20]
- 2015 - O Canto do Jaçanã (poesia)
- 2016 - O Velho, o garoto e a cobra grande (Conto),[3][19]
- 2016 - O Mistério do quarto fechado (Conto/romance),[3][19]
- 2016 - Antologia de Poetas Cametaenses (org.) (poesia),[3][21]
- 2017 - participou da coletânea "Cordelistas Contemporâneos",[3][7][8][9]
- 2018 - O Negro Sinfrônio na guerra do Paraguai (cordel),[22]
- 2018 - Um encontro com a morte (cordel)
- 2019 - Proezas de São Benedito,[2]
- 2019 - O Noivado Macabro,[3]
- 2019 - Defensores da Educação no Reino de Já-Temyr (cordel),[3][23]
- 2020 - SOME: Educação no Campo da Amazônia Paraense[19][24][25]
- 2021 - País do Avesso (cordel),[3][26]
- 2022 - A maldição da residência Barcelar
- 2023 - participou da "I Antologia Poesia Estrada  (poesia)
- 2023 - participou da coletânea acadêmica Educação na Amazônia em repertórios de saberes - vol. II
- 2023 - A Moça do Cemitério (Conto)

## Reconhecimentos
- Comenda “Dom João VI” Academia de Letras do Maranhão, pelo serviço prestado para a reconstrução da história brasileira,[27]
- Título Honorífico de defensor Perpétuo do Patrimônio Histórico e Cultural Brasileiro. Título de Grande Honra em Reconhecimento a sua atuação cultural e intelectual no engrandecimento e na Promoção da Cultura Nacional da FEBACLA[28]
- Membro da Academia Paraense de Literatura de Cordel (cadeira 13),[29]
- Membro da Academia Cametaense de Letras,[3]
- Membro da Academia Paraense Literária Interiorana - APLI,[30]
- Comenda Dr. Gentil Bittencourt.[31][32]
- Escritor homenageado pela Biblioteca Clarice Lispector
- Eleito Artista negro de destaque em Cametá pela Escola Dalila Leão